# PlayOnLinux
PlayOnLinux es una aplicación pensada para aprovechar mejor a su aplicación madre Wine enfocándose principalmente en ejecutar videojuegos del sistema operativo Windows.  Es una herramienta pensada para la ejecución de programas de Windows en ambientes UNIX como GNU/Linux, pero un problema según su comunidad es que Wine, por sí solo, no es muy eficiente instalando videojuegos; y al final se presentan problemas de configuración, que disminuyen el rendimiento de la aplicación.
PlayOnLinux se encarga de configurar a Wine para la ejecución adecuada de videojuegos, mediante el uso de scripts que modifican el comportamiento de Wine. Estos scripts pueden ser creados por los usuarios y su extensión de archivo es ".pol".
También permite ejecutar aplicaciones populares como Microsoft Office, Microsoft Money (2003 y 2004), Safari, Trillian 3, WinRAR, Blender (el cual ya existe una versión compatible para linux) y SketchUp.

## parecidos entre Proton y Playonlinux
El programa playonlinux de lo que se encarga es de crear instancias virtuales de los programas exclusivos del sistema operativo de microsoft en linux (o sea, crea una instancia con una versión de wine en especifico y con todas las librerías preparadas para cargar dicho programa), algo similar a esto ha hecho la empresa de Gabe Newell, Valve, pero la versión de Wine es adaptada a dicho juego y modificada por la empresa y hay que arrancar primero el launcher de Steam para hacer arrancar el juego, esta innovación se le conoce como Proton

## Playonmac
Desde la versión 4 de playonlinux, el mismo código fuente puede compilarse en Mac con cambios menores. Al código común se le denomina POL-POM-4 (), y la distribución para Mac se le ha llamado playOnMac.

## Phoenicis
La versión 5 de playonlinux, actualmente en desarrollo, se ha denominado primero POL-POM-5 y finalmente Phoenicis. Utiliza una rama de desarrollo distinta </ref><ref>